# Caserío Zozola

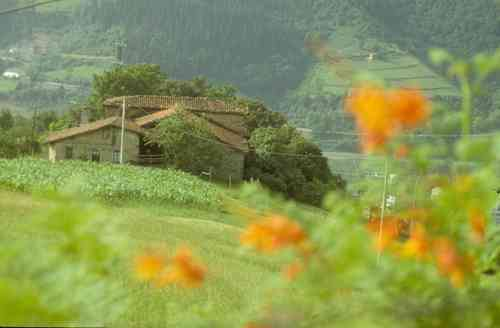
Caserío Zozola. Foto tomada en 1987.

El caserío Zozola o Sosola es un caserío, una construcción rural, ubicado en el municipio guipúzcoano de Éibar, en el País Vasco, España. Está declarado bien de interés cultural del País Vasco y monumento por el Gobierno Vasco desde el 7 de septiembre de 2000.
Está situado sobre una colina que domina el valle del río Ego. Las primeras referencias documentadas sobre esta construcción datan del año 1485.
El edificio original actual, que data del siglo XVI, era de planta rectangular de 18x15 metros aproximadamente, se desarrollaba en dos plantas y se encontraba cubierto por un tejado a dos aguas. Hoy en día presenta un volumen más alto al sur, con una planta más y cubierta a cuatro aguas. 
La fachada sur de este elemento se compone de cuatro ejes en los que se disponen los diversos huecos de forma ordenada en tres pisos, entre ellos la puerta que da paso a la cuadra, que ocupa casi la totalidad de la planta baja. Se sitúa adosada a esta fachada una construcción abierta con cubierta de madera.
La fachada este se compone de un eje central marcado por un gran hueco vertical de la primera planta, y sobre esta una hornacina con una imagen gótica de Santa Catalina de Siena. A cada lado de esta se sitúan simétricamente dos huecos cuadrados. Adosado a este elemento, en una pequeña construcción con cubierta de lajas de piedra, se sitúa el horno de pan antiguo. Y junto a este, bajo cubierta, se realiza la entrada a la casa a través de una puerta dovelada. Desde aquí tenemos acceso a la vivienda, que ocupa parte de la planta baja y el volumen del sur en su planta primera, quedando la segunda como ganbara (camarote).
En el extremo norte se aprecia un volumen que es en parte una ampliación posterior sin mayor interés, que dispone en planta baja de un horno de pan moderno. Desde el norte, ya a una cota superior, se accede al pajar que ocupa parte de la planta primera, sobre la cuadra.
Por último, la fachada oeste se presenta con un alzado prácticamente ciego, en el que apenas se abren una segunda puerta de acceso a la cuadra, dos troneras y dos ventanas cuadradas en el camarote del elemento torre.
En la actualidad está reconvertido en alojamiento rural.